# Oleksandr Sydorenko
Oleksandr Oleksandrovitsj Sydorenko (Oekraïens: Олександр Олександрович Сидоренко, Russisch: Александр Александрович Сидоренко, Aleksander Alexandrovitsj Sidorenko) Marioepol, 27 mei 1960 - aldaar 20 februari 2022) was een Sovjet-Oekraïens zwemmer.

## Biografie
Tijdens de Olympische Zomerspelen van 1980 in eigen land won Sydorenko de gouden medaille op de 400m wisselslag. Twee jaar later werd hij wereldkampioen op de 200m wisselslag.

## Internationale toernooien
| Jaar | Olympische Spelen | Wereldkampioenschappen               | Europese kampioenschappen |
| ---- | ----------------- | ------------------------------------ | ------------------------- |
| 1977 |                   |                                      | 200m wisselslag           |
| 1978 |                   | 200m wisselslag · 4e 400m wisselslag |                           |
| 1979 |                   |                                      |                           |
| 1980 | 400m wisselslag   |                                      |                           |
| 1981 |                   |                                      | 200m wisselslag           |
| 1982 |                   | 200m wisselslag                      |                           |
| 1983 |                   |                                      | 4e 200m wisselslag        |
| 1984 | Boycot            |                                      |                           |
| 1985 |                   |                                      | 5e 200m wisselslag        |
| 1986 |                   | 13e 200m wisselslag                  |                           |

1964: Dick Roth ·
1968: Charles Hickcox ·
1972: Gunnar Larsson ·
1976: Rod Strachan ·
1980: Oleksandr Sydorenko ·
1984: Alex Baumann ·
1988: Tamás Darnyi ·
1992: Tamás Darnyi ·
1996: Tom Dolan ·
2000: Tom Dolan ·
2004: Michael Phelps ·
2008: Michael Phelps ·
2012: Ryan Lochte ·
2016: Kosuke Hagino ·
2020: Chase Kalisz ·
2024: Léon Marchand